# 鈴木梅太郎
鈴木 梅太郎（すずき うめたろう、1874年（明治7年）4月7日 - 1943年（昭和18年）9月20日）は、戦前の日本の農芸化学者。米糠を用いて抗脚気因子を初めて抽出したことで有名。勲等は勲一等瑞宝章。東京帝国大学名誉教授、帝国学士院会員。文化勲章受章者。長岡半太郎、本多光太郎と共に理研の三太郎と称される。

## 来歴
静岡県榛原郡堀野新田村（現：牧之原市堀野新田）にて、農業・鈴木庄蔵の次男として生まれる。
帝国大学農科大学（現：東京大学農学部）農芸化学科を卒業する。東京帝国大学教授を務めるとともに理化学研究所の設立者として名を連ねる。

### 略歴
- 1874年 - 榛原郡堀野新田村にて生まれる。
- 1880年 - 地頭方学校（現：牧之原市立地頭方小学校）入学。
- 1886年 - 地頭方学校卒業。
- 1887年 - 東遠義塾が開講し、入塾。
- 1888年5月15日 - 単身徒歩にて上京する。
- 1888年 - 東京神田の日本英学館に入る。のち東京農林学校予備校に入学。
- 1889年 - 東京農林学校入学。翌年、東京農林学校は帝国大学農科大学と改称された。
- 1893年 - 帝国大学農科大学予科を卒業。帝国大学農科大学に入学。
- 1896年 - 帝国大学農科大学農芸化学科を卒業し、卒業式において帝国大学各分科大学全卒業生を代表して答辞を朗読。大学院に入る。[1]
- 1900年 - 「桑樹委縮症病原論」によって農学博士の学位を得る。
- 1901年 - ベルリン大学に留学。エミール・フィッシャーの下で、ペプチド合成の研究に従事。
- 1906年 - 帰国。盛岡高等農林学校教授。
- 1907年 - 東京帝国大学農科大学教授。
- 1913年 - 東京農業大学教授（兼農芸化学講習部長）。植物栄養論の講義を担当。
- 1917年 - 理化学研究所主任研究員。
- 1919年 - 香川県藍同業組合の招聘に応じ、小松島町（現：小松島市）に藍工場を建設。
- 1924年 - 副栄養素の研究に対し帝国学士院賞を授与。日本農芸化学会を創立し、初代会長となる。
- 1925年 - 帝国学士院会員となる。
- 1926年 - 帝国発明協会よりオリザニンの発見に対し、恩賜記念賞および大賞を受賞。東京帝国大学農学部長（1928年まで）に就く。
- 1928年 - 帝国発明協会より合成酒の発明に対し、特等賞牌を受ける。
- 1929年 - 大日本農会より名誉賞を受ける。東京帝国大学農学部へ実験室一棟寄付の件に対して紺綬褒章を受ける。
- 1932年 - ドイツ学士院会員に推される。
- 1933年 - 東京帝国大学へ奨学資金10万円寄付の件により、紺綬褒章を受ける。
- 1934年 - 東京帝国大学教授を辞する。
- 1937年 - パリ万国博覧会にてビタミンB1の結晶を出品し名誉賞を受賞。
- 1938年 - 理研酒工業株式会社（1955年、協和発酵キリンに吸収合併）を創設。
- 1943年
  - 4月29日 - 文化勲章受章。
  - 9月20日 - 慶應義塾大学病院において腸閉塞症のため逝去。

## 業績

### オリザニンの発見
鈴木は、糠に含まれる抗脚気因子を物理的に抽出することに成功した。

#### オリザニン発見の経緯と評価
留学から帰った鈴木は、クリスティアーン・エイクマンの追試を行い、ニワトリとハトを白米で飼育すると脚気同様の症状が出て死ぬこと、糠と麦と玄米にはその症状を予防して快復させる成分があること、白米はいろいろな成分が欠乏していることを認めた。1910年（明治43年）6月14日、東京化学会で「白米の食品としての価値並に動物の脚気様疾病に関する研究」と題して報告をした。その後、この成分の化学抽出を目指した。
はやくも鈴木は同年12月13日の東京化学会で第一報を報告し、その論文は翌1911年（明治44年）1月の東京化学会誌に「糠中の一有効成分に就て」と題して掲載された。そこでは、糠のアルコールエキスから有効成分を濃縮し樹脂状の塊として得たこと、それを仮にアベリ酸と命名したこと（のちにオリザニンと改名している）が報告された。また、この有効成分が抗脚気因子にとどまらず、ヒトと動物の生存に不可欠な未知の栄養素であることを強調し、後の「ビタミン」の概念をはっきりと提示していた。
鈴木の論文はドイツ語に訳されてドイツの速報誌に抄録されたのだが、新しい栄養素であるとの主張が訳出されておらず、鈴木の発見は世界的な注目を受けることがなく、第一発見者としては日本国内で知られるのみとなってしまった。
医者ではない鈴木には脚気患者に対する実地治療成績がなく、1911年10月1日にオリザニンを発売したが、世間の医家に試験治療を要望する広告を出しての販売であった。都築甚之助のアンチベリベリンなどの他の糠製剤と異なり、なかなか医家にとりあげられず、8年後の1919年（大正8年）、ようやく島薗順次郎がオリザニンを使った脚気治療報告を行った。そこでは「粗オリザニン」の大量投与が有効であるとされた。これにより、オリザニンはその価値が認識されるようになった。

### 合成清酒の発明
1922年には合成清酒を発明している。これは1923年に「理研清酒『新進』」、1924年に「理研酒『利久』」の名称で市販され、後の「三倍増醸清酒」開発の基礎ともなった。なお、『利久』は戦後、理研の合成清酒製造部門を継承した協和発酵（現：協和発酵キリン）を経て、現在はアサヒビール（協和発酵がアサヒビールに酒類事業を譲渡）に引き継がれている。

## 顕彰

堤達男による『鈴木梅太郎先生像』（静岡県立大学草薙キャンパス）

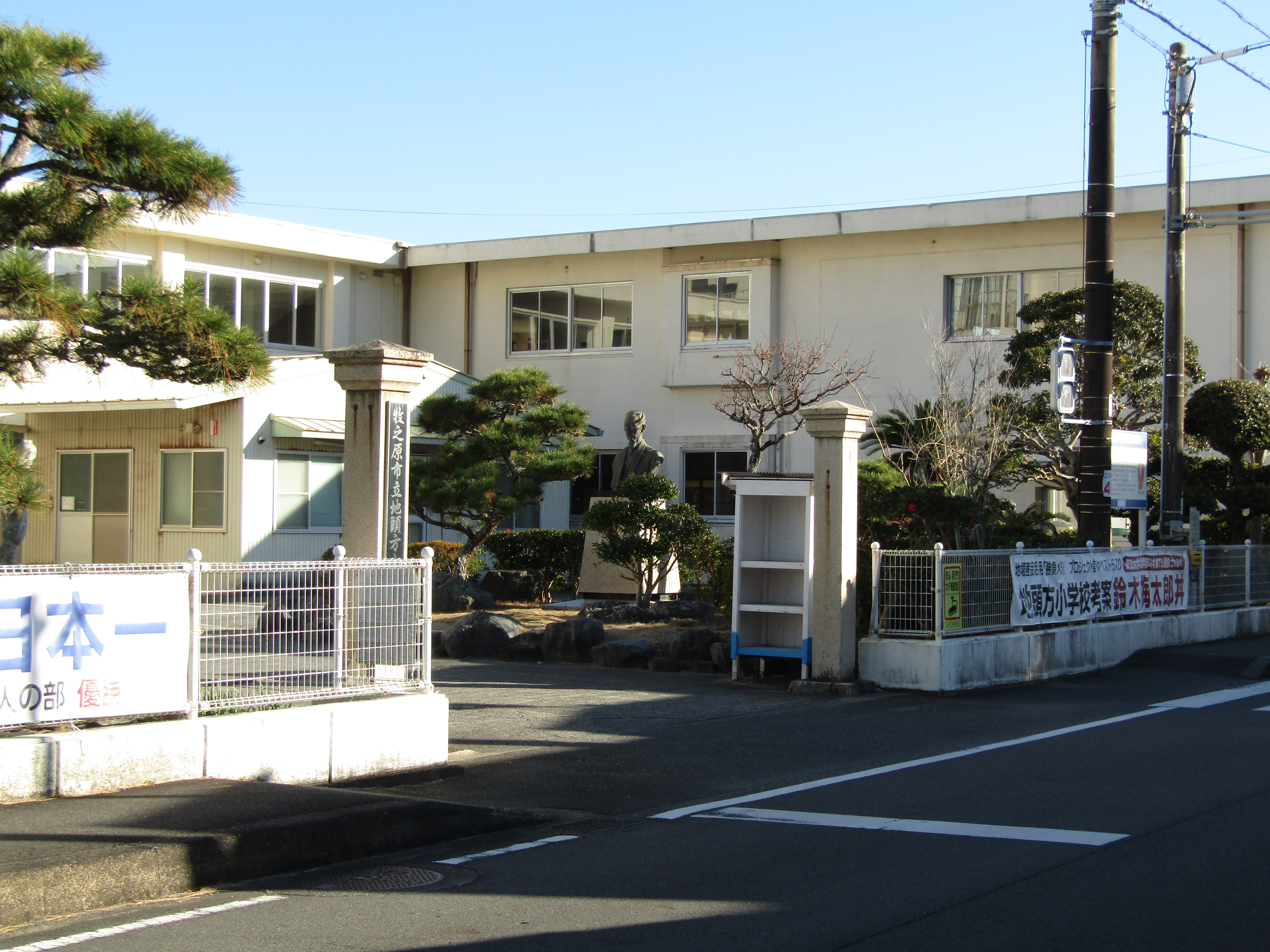
牧之原市立地頭方小学校にある『鈴木梅太郎博士之像』

出身地である静岡県では彼の業績を顕彰し、1955年（昭和30年）に「鈴木梅太郎博士顕彰会」が設立されており、毎年県下の中学・高校生の優れた理科研究論文に対して「鈴木梅太郎賞」を贈っている。
1974年（昭和49年）4月、鈴木の生誕から100年を記念して静岡女子大学に鈴木の胸像が建立された。この像は『鈴木梅太郎先生像』と命名された。のちに静岡女子大学は静岡薬科大学や静岡女子短期大学と統合され静岡県立大学となったが、胸像は引き続き静岡県立大学の谷田キャンパスに設置されていた。さらに同キャンパスは草薙キャンパスと改称されたが、胸像は引き続き設置され続けている。
1992年（平成4年）、母校である相良町立地頭方小学校に鈴木の胸像が建立された。この像は『鈴木梅太郎博士之像』と命名された。のちに相良町立地頭方小学校は牧之原市立地頭方小学校に改称されたが、胸像は引き続き設置されている。
2000年（平成12年）、鈴木によるオリザニン発見から90年を記念し、静岡県庁、相良町役場、日本ビタミン学会などが中心となって12月13日を「ビタミンの日」として制定した。また、ビタミンの日制定に関わった住民、企業、学会などにより「ビタミンネットワーク」が組織されている。

## 家族・親族
妻は辰野金吾の長女である須磨子。生物学者である荒木文助を婿養子として迎えており、文助は姓を荒木から鈴木に改めた。文助は梅太郎の門下生であり、梅太郎が東京帝国大学で主宰していた化学第二講座を引き継いだということもあり、梅太郎の業績について解説する機会も多かった。

## 栄典
- 1908年（明治41年）12月11日 - 従六位[13]
- 1912年（大正元年）12月28日 - 従五位[14]
- 1943年
  - 4月 文化勲章受章
  - 9月 正三位勲一等瑞宝章受章[15]